# Bigwig
BigWig es una banda de hardcore punk rock formada en los suburbios de Nueva Jersey en 1995.
Inicialmente integrada por: Tom Petta (Guitarra/Voz), Josh Farrell (Guitarra), John Castaldo (Bajo) y Dan Rominski (Batería), sacaron su nombre de un personaje de la serie "Watership Down" que es un conejo (asumo que de ahí viene su viejo logo). Sus influencias van desde Jawbreaker y Weezer, hasta Descendents, NOFX, e incluso Slayer.

## Historia
Su carrera comenzó con una llamada. El desaparecido Jim Cherry (Strung Out, Zero Down) vio a BigWig mientras estaba de gira y quedó anonadado, así que llamó a sus amigos de Fearless Records. Rápidamente, Bigwig fue fichado y su primer álbum "UnMerry Melodies" fue lanzado.
De ahí en adelante, BigWig comenzó a compartir tarima con bandas como: Pennywise, Less Than Jake, No Use For a Name, Strung Out, the Vandals, y varias apariciones en el Warped Tour. Luego de un buen comienzo la banda tuvo cambios en su alineación y su segundo trabajo "Stay Asleep" fue lanzado bajo el sello disquero Kung Fu Records, además de contadas participaciones en compilaciones y tributos (Jawbreaker Tribute, Punk Goes Metal, Short Music for Short People).
Para el 2001 la banda decide volver al sello que los vio nacer (Fearless Records) para lanzar lo que sería uno de los álbum revelación de ese año "An Invitation to Tragedy" mezclado por Ryan Greene (Lagwagon, NOFX, Strung Out, No Use For a Name, La Mojiganga y más). La banda finalmente lograron hacer el disco que deseaban. Según Tom Petta, "Es un poco más rápido, más pesado, y con mejor producción, gastamos más tiempo en todo." Tanto años de trabajo duro y éticas de H.T.M. (Hazlo tú Mismo) dieron frutos: BigWig alcanzó un lugar importante en la escena underground norteamericana.
Unos meses después de sus constantes giras, BigWig comenzó una época difícil. Josh Farrell y Dan Rominsky (Guitarra y Batería para esa época) abandonaron el grupo, esto coincidió con su primera gira europea. En ese momento entró su actual baterista Keith Yosco y junto a Brent Hammer y Tom se embarcaron a Europa invitados por No Use For a Name. Al regreso de esta gira, Brent dejó el grupo y la búsqueda comenzó de nuevo.
Pasaron bastantes meses y el grupo parecía casi desaparecido (su sitio web nunca era actualizado, presentaciones esporádicas) hasta que a finales de 2005 se anunció el lanzamiento de su cuarto trabajo. "Reclamation" fue lanzado el 7 de febrero de 2006 de nuevo bajo el sello Fearless Records y con el sus nuevos integrantes Jeff Powers (Guitarra) y Zach Lorinc (Bajo).
En la actualidad se sabe muy poco de la banda. Tom Petta produjo recientemente el álbum For Heaven's Sake de la agrupación canadiense Only Way Back que fue lanzado en diciembre de 2007.
Según el programa oficial del festival belga Groezrock en abril de 2012 la banda va a tocar en directo.

## Miembros

### Miembros actuales
- Tom Petta - Guitarra/voz
- Jeff Powers - Guitarra
- Zach Lorinc - Bajo

### Miembros anteriores
- Josh Farrell - Guitarra
- Jeremy Hernández - Guitarra
- Josh Marsh - Guitarra
- John Castaldo - Bajo
- Max Berchard - Bajo
- Tony Losardo - Bajo
- Brent Hammer - Bajo
- Dan Rominski - Batería
- Matt Grey - Batería
- Keith Yosco - Batería

## Discografía

### Álbumes
- UnMerry Melodies (1997) - Fearless Records
- Stay Asleep (1999) Kung-Fu Records
- An Invitation to Tragedy (2001) - Fearless Records
- Reclamation (2006) - Fearless Records

### 7"s
- BigWig 7" (1996) - Fueled by Ramen
- split 7" with Glasseater (2000) - Fearless Records

### Compilados y B-Sides
- TV Sucks (1997) - "Cheers"
- We Plead The 5th! (1998) - "Dylan's Song"
- Try Seeing Through My Eyes (1999) - "Falling Down"
- Punk Chunks 1 (1999) - "Thirteen"
- Short Music for Short People (1999) - "Freegan"
- Kung Fu Sampler, Vol. 2: The Gone with the Wind of Punk Rock Sampler (2000) - "Falling Down", "Smile"
- Ritalin Riot (2000) - "Sell Out"
- Punk Scouts (2000) - "Sell Out"
- Punk Goes Metal (2000) - "War Ensemble" (canción original de Slayer)
- Better Living Through Reckless Experimentation (2000) - "Pro Life Taker"
- Beginning Of The End (2001) - "Counting Down"
- That Darn Punk (Motion Picture Soundtrack) (2001) - "Still"
- Shut The Punk Up! Vol. 2 (2001) - "Counting Down"
- Punk Chunks 2 (2002) - "Blinded"
- Broken Lamps And Hardcore Memories (2002) - "Thinning The Herd"
- Pounded: The Official Comic Book Soundtrack (2003) - "Moosh"
- Liberation Songs To Benefit PETA (2003) - "Waste"
- It Hits The Fan Vol. 1 (2003) - "Sink or Swim"
- 52 Lessons On Life (2003) - "6 to 8"
- Bad Scene Everyone's Fault: Jawbreaker's Tribute (2003) - "Ashtray Monument" (canción original de Jawbreaker)
- Punk Rock Academy (2004) - "Thinning The Heard"
- Reclamation B-Sides (2006) - "Temporary Graves", "Objection" (canción original de Shakira)